# الغطس في بطولة العالم للألعاب المائية 2017
| السباحة                    |       |        |
| حرة                        |       |        |
| 50 متر                     | رجال  | سيدات  |
| 100 متر                    | رجال  | سيدات  |
| 200 متر                    | رجال  | سيدات  |
| 400 متر                    | رجال  | سيدات  |
| 800 متر                    | رجال  | سيدات  |
| 1500 متر                   | رجال  | سيدات  |
| ظهر                        |       |        |
| 50 متر                     | رجال  | سيدات  |
| 100 متر                    | رجال  | سيدات  |
| 200 متر                    | رجال  | سيدات  |
| صدر                        |       |        |
| 50 متر                     | رجال  | سيدات  |
| 100 متر                    | رجال  | سيدات  |
| 200 متر                    | رجال  | سيدات  |
| فراشة                      |       |        |
| 50 متر                     | رجال  | سيدات  |
| 100 متر                    | رجال  | سيدات  |
| 200 متر                    | رجال  | سيدات  |
| فردي متنوع                 |       |        |
| 200 متر                    | رجال  | سيدات  |
| 400 متر                    | رجال  | سيدات  |
| حرة تتابع                  |       |        |
| 4×100 متر                  | رجال  | سيدات  |
| 4×200 متر                  | رجال  | سيدات  |
| متنوع تتابع                |       |        |
| 4×100 متر                  | رجال  | سيدات  |
| مختلط تتابع                |       |        |
| 4×100 متر                  | حرة   | متنوع  |
| السباحة في المياه المفتوحة |       |        |
| 5 ك.م                      | رجال  | سيدات  |
| 10 ك.م                     | رجال  | سيدات  |
| 25 ك.م                     | رجال  | سيدات  |
| فرق                        | فرق   |        |
| السباحة المتزامنة          |       |        |
| فردي                       | فني   | حر     |
| زوجي                       | فني   | حر     |
| فرق                        | فني   | حر     |
| فرق                        | مركب  |        |
| مختلط ثنائي                | فني   | حر     |
| الغطس                      |       |        |
| فردي                       |       |        |
| 1 متر                      | رجال  | سيدات  |
| 3 متر                      | رجال  | سيدات  |
| 10 متر                     | رجال  | سيدات  |
| المتزامن                   |       |        |
| 3 متر                      | رجال  | سيدات  |
| 10 متر                     | رجال  | سيدات  |
| مختلط                      | 3 متر | 10 متر |
| مختلط                      | فرق   |        |
| الغطس العالي               |       |        |
| رجال سيدات                 |       |        |
| كرة الماء                  |       |        |
| رجال سيدات                 |       |        |
| هذا الصندوق: اعرض ناقش عدل |       |        |

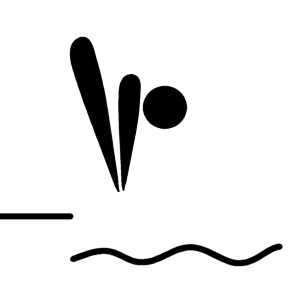

الغطس في بطولة العالم للألعاب المائية 2017 تعقد احداثها في الفترة من 14 إلى 22 تموز / يوليه 2017 في بودابست، هنغاريا.

## الفعاليات
- 1 متر منصة متحركة
- 3 متر منصة متحركة
- 10 متر منصة ثابتة
- 3 متر منصة متحركة متزامن
- 10 متر منصة ثابتة متزامن
- 3 متر مختلطة منصة متحركة متزامن
- 10 متر مختلطة منصة ثابتة متزامن
- فعالية الفرق

الفعاليات الفردية تتكون من التصفيات، الدور نصف النهائي والنهائي. أول 18 رياضي في التصفيات يتأهلون إلى النصف النهائي ليتأهل منهم 12 لاعب إلى الدور النهائي .

## جدول
13 فعالية .
الاوقات جميعها (UTC+2).
| تاريخ                | الوقت | الحدث                                        |
| -------------------- | ----- | -------------------------------------------- |
| 14 تموز / يوليه 2017 | 11:00 | الرجال 1 متر منصة متحركة - التصفيات          |
| 14 تموز / يوليه 2017 | 16:00 | سيدات 1 متر منصة متحركة - التصفيات           |
| 15 تموز / يوليه 2017 | 10:00 | الرجال متزامنة 3 متر منصة متحركة - التصفيات  |
| 15 تموز / يوليه 2017 | 13:00 | مختلطة 10 متر منصة - النهائي                 |
| 15 تموز / يوليه 2017 | 16:00 | سيدات 1 متر منصة متحركة - النهائي            |
| 15 تموز / يوليه 2017 | 18:30 | الرجال متزامنة 3 متر منصة متحركة - النهائي   |
| 16 تموز / يوليه 2017 | 10:00 | سيدات متزامنة 10 متر منصة ثابتة - التصفيات   |
| 16 تموز / يوليه 2017 | 15:30 | الرجال 1 متر منصة متحركة - النهائي           |
| 16 تموز / يوليه 2017 | 18:30 | سيدات متزامنة 10 متر منصةثابتة - النهائي     |
| 17 تموز / يوليه 2017 | 10:00 | سيدات متزامنة 3 متر منصة متحركة - التصفيات   |
| 17 تموز / يوليه 2017 | 13:00 | الرجال 10 متر منصة ثابتة - التصفيات          |
| 17 تموز / يوليه 2017 | 16:00 | سيدات متزامنة 3 متر منصة متحركة - النهائي    |
| 17 تموز / يوليه 2017 | 18:30 | الرجال متزامنة 10 متر منصة ثابتة - النهائي   |
| 18 تموز / يوليه 2017 | 10:00 | سيدات 10 متر منصة ثابتة - التصفيات           |
| 18 تموز / يوليه 2017 | 15:30 | سيدات 10 متر منصة ثابتة - الدور قبل النهائي  |
| 18 تموز / يوليه 2017 | 18:30 | مسابقة الفرق                                 |
| 19 تموز / يوليه 2017 | 10:00 | الرجال 3 متر منصة متحركة - التصفيات          |
| 19 تموز / يوليه 2017 | 15:30 | الرجال 3 متر منصة متحركة - الدور قبل النهائي |
| 19 تموز / يوليه 2017 | 18:30 | سيدات 10 متر منصة ثابتة - النهائي            |
| 20 تموز / يوليه 2017 | 10:00 | سيدات 3 متر منصة متحركة التصفيات             |
| 20 تموز / يوليه 2017 | 15:30 | سيدات 3 متر منصة متحركة الدور قبل النهائي    |
| 20 تموز / يوليه 2017 | 18:30 | الرجال 3 متر منصة متحركة النهائي             |
| 21 تموز / يوليه 2017 | 10:00 | الرجال 10 متر منصة ثابتة - التصفيات          |
| 21 تموز / يوليه 2017 | 15:30 | الرجال 10 متر منصة ثابتة - الدور قبل النهائي |
| 21 تموز / يوليه 2017 | 18:30 | سيدات 3 متر منصة متحركة - النهائي            |
| 22 تموز / يوليه 2017 | 14:00 | مختلطة 3 متر منصة متحركة - النهائي           |
| 22 تموز / يوليه 2017 | 17:00 | الرجال 10 متر منصة ثابتة - النهائي           |

## الميداليات

### جدول الميداليات
*   البلد المضيف (مضيف)
| المرتبة | فريق                   | ذهبية | فضية | برونزية | المجموع |
| ------- | ---------------------- | ----- | ---- | ------- | ------- |
| 1       | الصين (CHN)            | 8     | 5    | 2       | 15      |
| 2       | روسيا (RUS)            | 1     | 2    | 2       | 5       |
| 3       | بريطانيا العظمى (GBR)  | 1     | 2    | 0       | 3       |
| 4       | ماليزيا (MAS)          | 1     | 0    | 1       | 2       |
| 5       | فرنسا (FRA)            | 1     | 0    | 0       | 1       |
| 5       | أستراليا (AUS)         | 1     | 0    | 0       | 1       |
| 7       | كندا (CAN)             | 0     | 1    | 2       | 3       |
| 8       | كوريا الشمالية (PRK)   | 0     | 1    | 1       | 2       |
| 8       | ألمانيا (GER)          | 0     | 1    | 1       | 2       |
| 10      | المكسيك (MEX)          | 0     | 1    | 0       | 1       |
| 11      | إيطاليا (ITA)          | 0     | 0    | 2       | 2       |
| 12      | أوكرانيا (UKR)         | 0     | 0    | 1       | 1       |
| 12      | الولايات المتحدة (USA) | 0     | 0    | 1       | 1       |
| المجموع | المجموع                | 13    | 13   | 13      | 39      |

### الرجال
| فعالية              | الذهبية                                  | الذهبية | الفضية                                    | الفضية | البرونزية                             | البرونزية |
| ------------------- | ---------------------------------------- | ------- | ----------------------------------------- | ------ | ------------------------------------- | --------- |
| 1 متر متحركة        | بنغ جيان فنغ · الصين                     | 448.40  | هي تشاو · الصين                           | 447.20 | جيوفاني توتشي · إيطاليا               | 444.25    |
| 3 متر متحركة        | شيه سي · الصين                           | 547.10  | باتريك هوسدينغ · ألمانيا                  | 526.15 | إيليا زاخاروف · روسيا                 | 505.90    |
| 10 متر ثابتة        | توم دالي · بريطانيا العظمى               | 590.95  | تشن ايسن · الصين                          | 585.25 | يانغ جيان · الصين                     | 565.15    |
| متزامن 3 متر متحركة | روسيا · إفغيني كوزنيتسوف · إيليا زاخاروف | 450.30  | الصين · تساو يوان · شيه سي                | 443.40 | أوكرانيا · أوليه كولودي · إيليا كفاشا | 429.99    |
| متزامن 10متر ثابتة  | الصين · تشن ايسن · يانغ هاو              | 498.48  | روسيا · ألكسندر بوندار · فيكتور مينيباييف | 458.85 | ألمانيا · باتريك هوسدينغ · ساشا كلاين | 440.82    |

### سيدات
| فعالية              | الذهبية                               | الذهبية | الفضية                                            | الفضية | البرونزية                                          | البرونزية |
| ------------------- | ------------------------------------- | ------- | ------------------------------------------------- | ------ | -------------------------------------------------- | --------- |
| 1متر متحركة         | ماديسون كيني · أستراليا               | 314.95  | نادزدا بازينا · روسيا                             | 304.70 | إيلينا بيرتوشي · إيطاليا                           | 296.40    |
| 3متر متحركة         | شي تينغماو · الصين                    | 383.50  | وانغ هان · الصين                                  | 359.40 | جنيفر أبيل · كندا                                  | 351.55    |
| 10متر ثابتة         | تشيونغ جون هونغ · ماليزيا             | 397.50  | سي ياجي · الصين                                   | 396.00 | رن تشيان · الصين                                   | 391.95    |
| متزامنة 3متر متحركة | الصين (CHN) · تشانغ ياني · شي تينغماو | 333.30  | كندا (CAN) · جنيفر أبيل · ميليسا سيتريني - بوليو  | 323.43 | روسيا (RUS) · نادزدا بازينا · كريستينا إلينخ       | 312.60    |
| متزامن 10متر ثابتة  | الصين (CHN) · رن تشيان · سي ياجي      | 352.56  | كوريا الشمالية (PRK) · كيم مي راي · كيم كوك هيانج | 336.48 | ماليزيا (MAS) · تشيونغ جون هونغ · بانديليلا رينونغ | 328.74    |

### مختلط
| فعالية      | الذهبية                                 | الذهبية | الفضية                                          | الفضية | البرونزية                                             | البرونزية |
| ----------- | --------------------------------------- | ------- | ----------------------------------------------- | ------ | ----------------------------------------------------- | --------- |
| 3متر متحرك  | الصين (CHN) · وانغ هان · لى تشنغ        | 323.70  | بريطانيا العظمى (GBR) · غريس ريد · توم دالي     | 308.04 | كندا (CAN) · جنيفر أبيل · فرانسوا إمبو - دولاك        | 297.72    |
| 10متر ثابتة | الصين (CHN) · رن تشيان · ليان جونجي     | 352.98  | بريطانيا العظمى (GBR) · لويس تولسون · ماتي لي   | 323.28 | كوريا الشمالية (PRK) · كيم مي راي · هيون إيل ميونغ    | 318.12    |
| فرق         | فرنسا (FRA) · لورا مارينو · ماتيو روسيت | 406.40  | المكسيك (MEX) · فيفيانا ديل أنخيل · رومل باشيكو | 402.35 | الولايات المتحدة (USA) · كريستا بالمر · ديفيد دينسمور | 395.90    |

## الدول المشاركة
ما مجموعه 245 الغواصين من 43 الأمم قد دخلت. عدد من الغواصين أمة دخلت في قوسين بجانب اسم البلد.
- أرمينيا (3)
- أستراليا (10)
- النمسا (1)
- بيلاروس (5)
- البرازيل (6)
- كندا (11)
- تشيلي (2)
- الصين (17)
- كولومبيا (10)
- كرواتيا (2)
- كوبا (6)
- جمهورية الدومينيكان (1)
- مصر (6)
- فنلندا (3)
- فرنسا (4)
- جورجيا (2)
- ألمانيا (12)
- بريطانيا العظمى (12)
- المجر (5)
- جزيرة أيرلندا (1)
- إيطاليا (11)
- جامايكا (1)
- اليابان (5)
- ليتوانيا (2)
- ماكاو (4)
- ماليزيا (8)
- المكسيك (16)
- هولندا (4)
- نيوزيلندا (4)
- كوريا الشمالية (5)
- بورتوريكو (1)
- بولندا (3)
- رومانيا (2)
- روسيا (12)
- جنوب إفريقيا (4)
- صربيا (1)
- سنغافورة (4)
- كوريا الجنوبية (6)
- إسبانيا (3)
- سويسرا (6)
- أوكرانيا (12)
- الولايات المتحدة (16)
- أوزبكستان (3)
- فنزويلا (4)

## وصلات خارجية
- الموقع الرسمي